# 宮川信吉
宮川 信吉（みやがわ のぶきち、天保14年(1843年) - 慶応3年12月7日(1868年1月1日)）は、武蔵国多摩郡出身の新選組隊士。天然理心流。局長・近藤勇の従弟。諱は頼温（よりあつ）。名の読みはのぶよしもしくはしんきちとする資料もある。
武蔵国多摩郡大沢村宮川弥五郎の次男として生まれる。母リノは近藤勇の叔母（近藤の父・宮川久次郎の妹）。
天然理心流道場試衛館に入門して剣を学び、書も習う。
慶応元年（1865年）4月、土方歳三・伊東甲子太郎・斎藤一・藤堂平助が江戸にて隊士を募集した際、新選組に入隊。このとき上洛に際して土方の秘書を務めた。
慶応3年（1867年）6月の新選組幕府召抱えでは平同士として記載され、油小路事件において大石鍬次郎他2名と共に伊東殺害に関わったとされる（『史談会速記録』阿部十郎談話）が、12月の天満屋事件により戦死と伝わる。享年25。墓碑は京都・壬生光縁寺と東京・三鷹竜源寺にあり、光縁寺の過去帳によれば、死亡日は天満屋事件の翌日12月8日とされている。竜源寺の墓碑によると死亡日は事件当日、戒名は良忠院義栄道輝居士とある。なお、横倉甚五郎も「京都にて討死」と記し、板橋区の新選組墳墓にも名が残されている。